# Église Saint-Blaise de Chenôves
L'église Saint-Blaise est située à Chenôves, dans le département de Saône-et-Loire, en France.

## Historique
Une première église a vraisemblablement été édifiée sur le site au cours de la première moitié du XIe siècle : un assemblage en opus spicatum apparaît encore dans la maçonnerie.
L’église fut complètement restaurée en 1821 avec réfections intérieures et extérieures aux trois façades, et reconstruction des contreforts.
Elle dépendait, vers 1859, de Saint-Boil, paroisse la plus proche. 
La restauration se poursuivit en 1860 et 1862 avec la reconstruction des toitures. Elle devint succursale (suppléante à l'église paroissiale) en 1863 par décret impérial.

## Description
On accède à l'église par une pelouse bien entretenue, où un calvaire sur un socle est orné d’une statue de pierre de saint Blaise avec sa crosse d’évêque. 
L’église est dans un bon état de restauration et dégage une impression de raffinement, avec sa nef lambrissée, sa chaire, son confessionnal et ses parois vert d’eau.
Au sol dans la nef sont visibles sept dalles funéraires gravées du XVIIIe siècle (datées de 1712, 1714, 1715, 1717, 1726, 1731 et 1763), dont deux sont armoriées. Elles portent l’inscription : « Priez Dieu pour le repos de son âme ».

## Mobilier
Sont notamment à voir à l'intérieur de l'église : 
- le maître-autel en pierre rose polie, de la fin du XVIIIe siècle ;
- un Christ en croix en bois polychrome, du XIVIIe ou du XVIIIIe siècle, dans la nef, du côté sud (de facture populaire, la stature du crucifié est mince et effilée, avec un long torse cylindrique, les bras à l’horizontale, les pieds transpercés par un seul clou) ;
- un autre Christ en croix, dans le chœur, aux genoux et aux mains en sang, qui est d’une facture plus récente que le précédent et nettement moins soignée ;
- une statue en bois polychrome de saint Blaise, patron de l’église, d’époque baroque, classée au titre des Monuments historiques en 1978[2], dans le chœur, côté nord (l’évêque est représenté en pose frontale, avec une tête petite et un cou mince, les plis informes de sa cape sont retroussés dans sa ceinture) ;
- côté sud, un reliquaire du XVIIIe siècle.

## Culte
Édifice consacré du diocèse d'Autun relevant de la paroisse Saint-Louis-entre-Grosne-et-Guye (siège à Saint-Gengoux-le-National) – qui en est affectataire au titre de la loi de 1905 –, l'église de Chenôves, plusieurs siècles après sa construction, un lieu de culte catholique.

## Galerie d'images

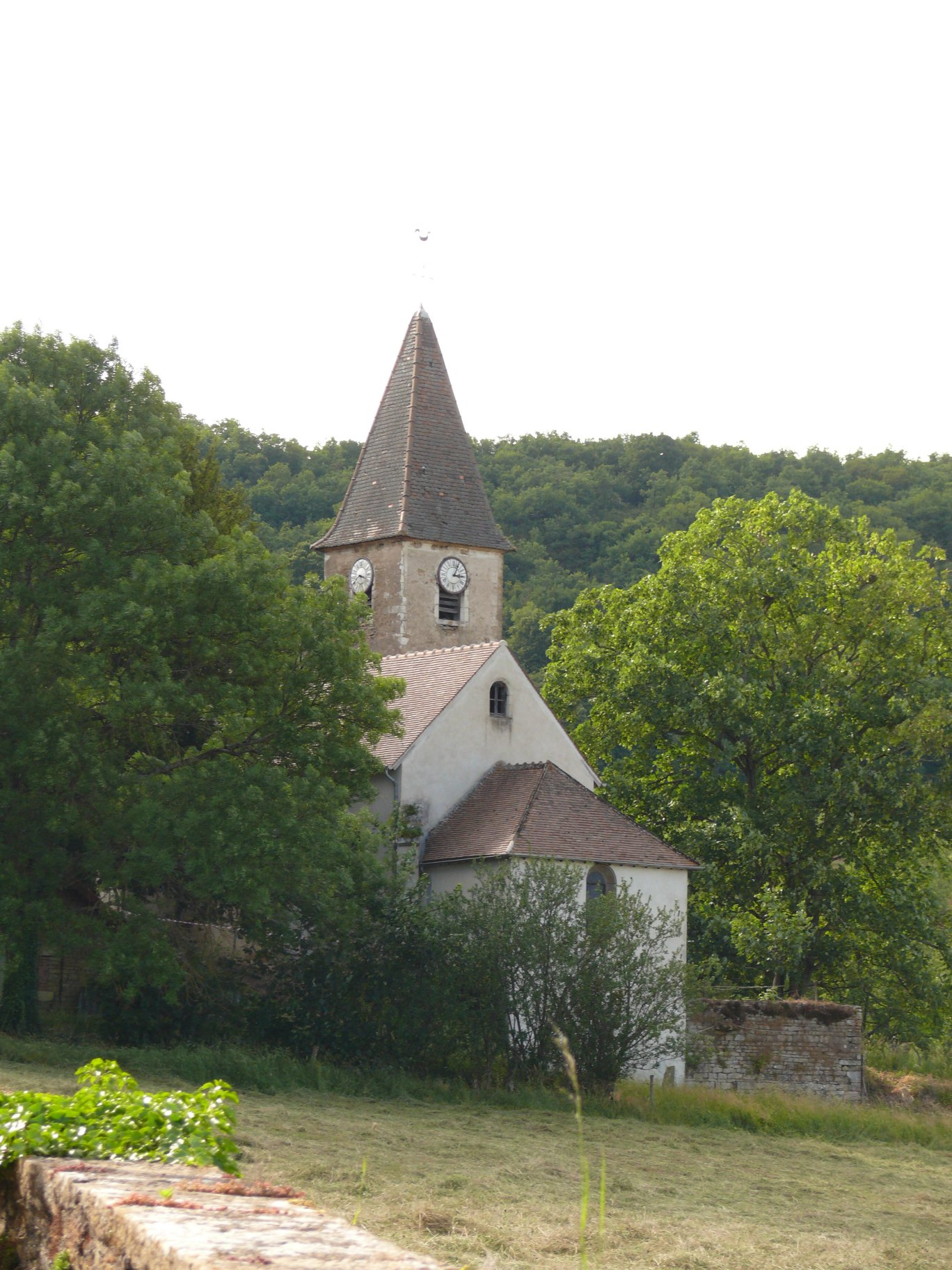
Autre vue.
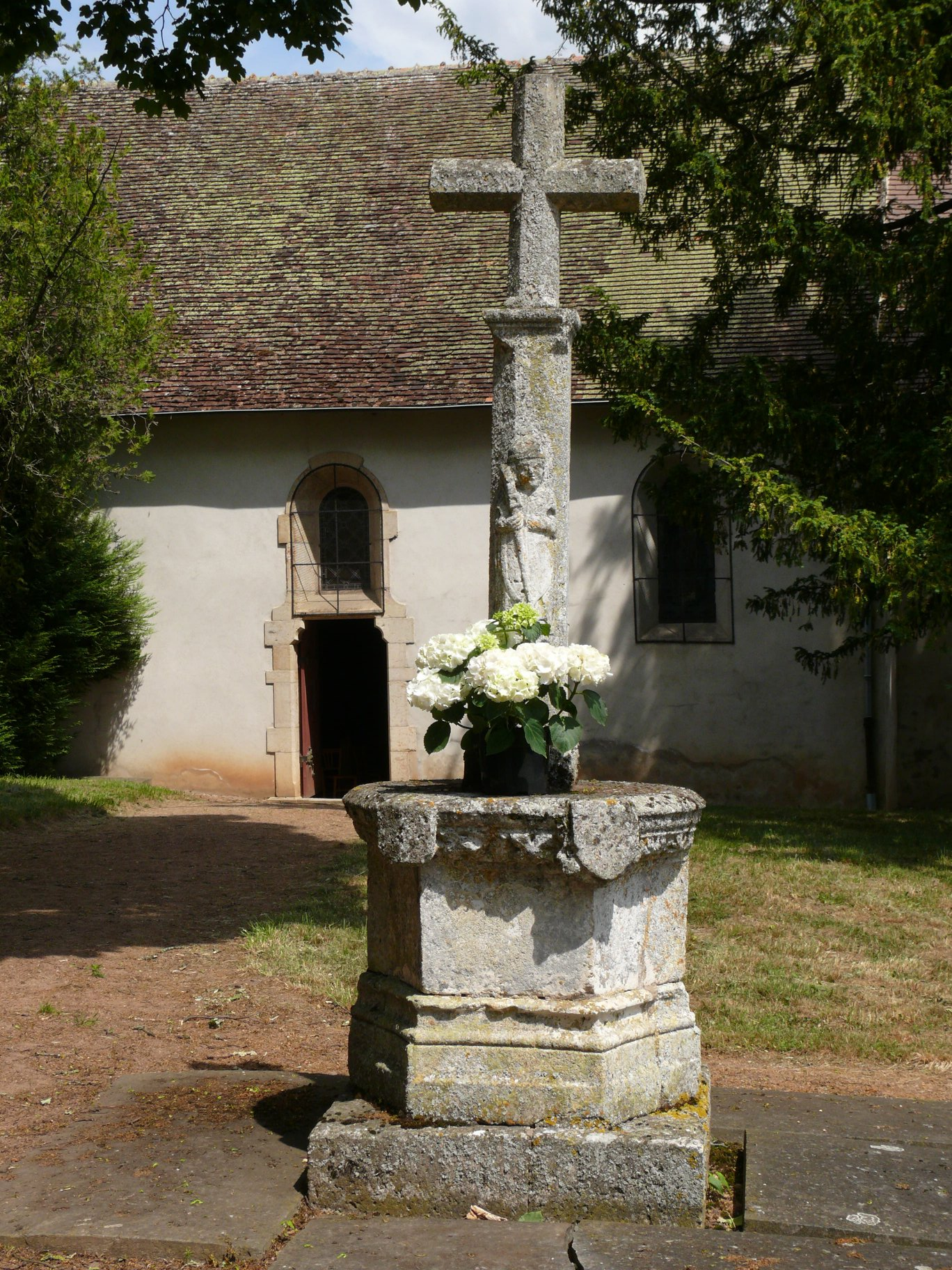
Le crucifix.
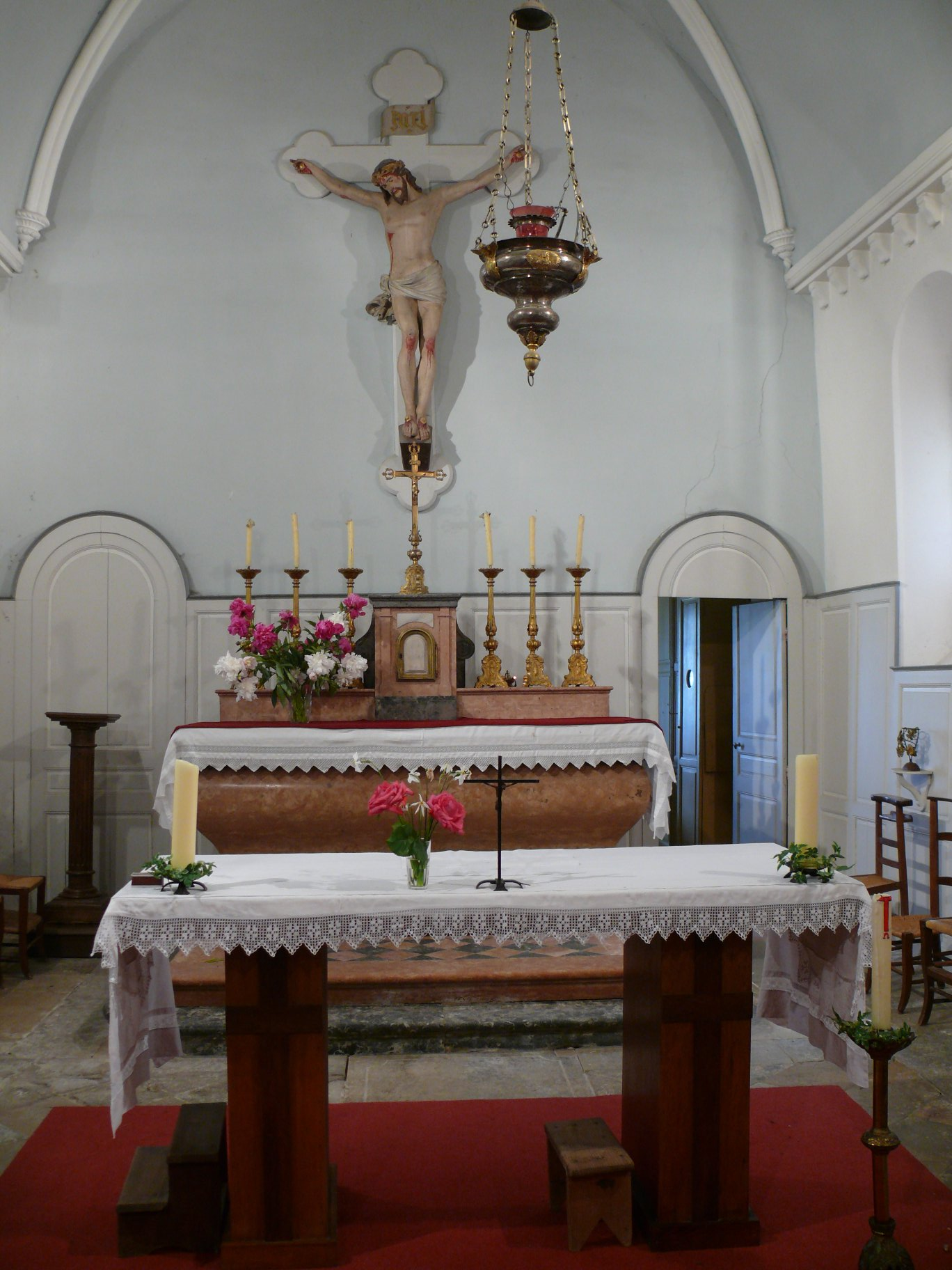
Le chœur.
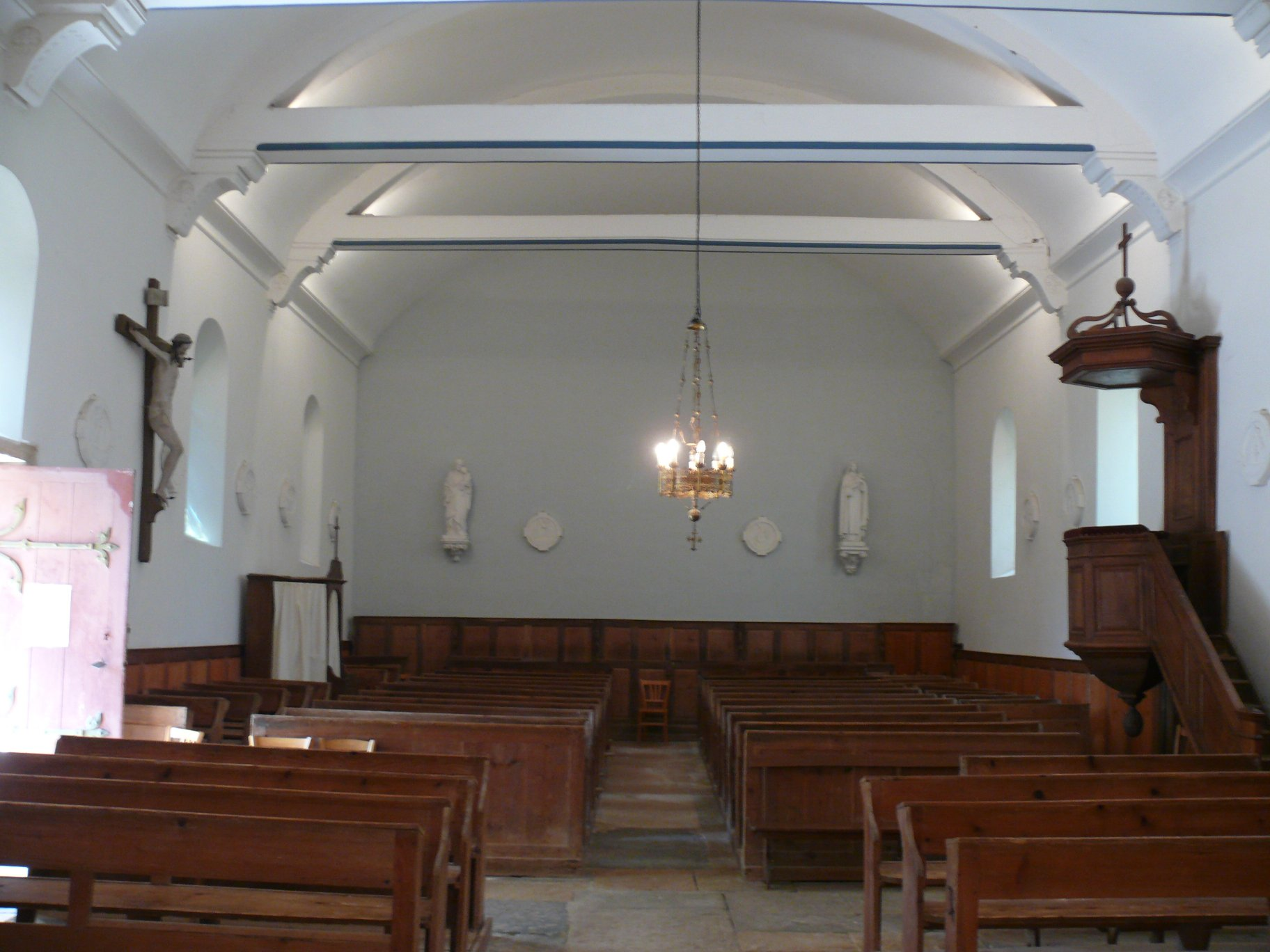
La nef.
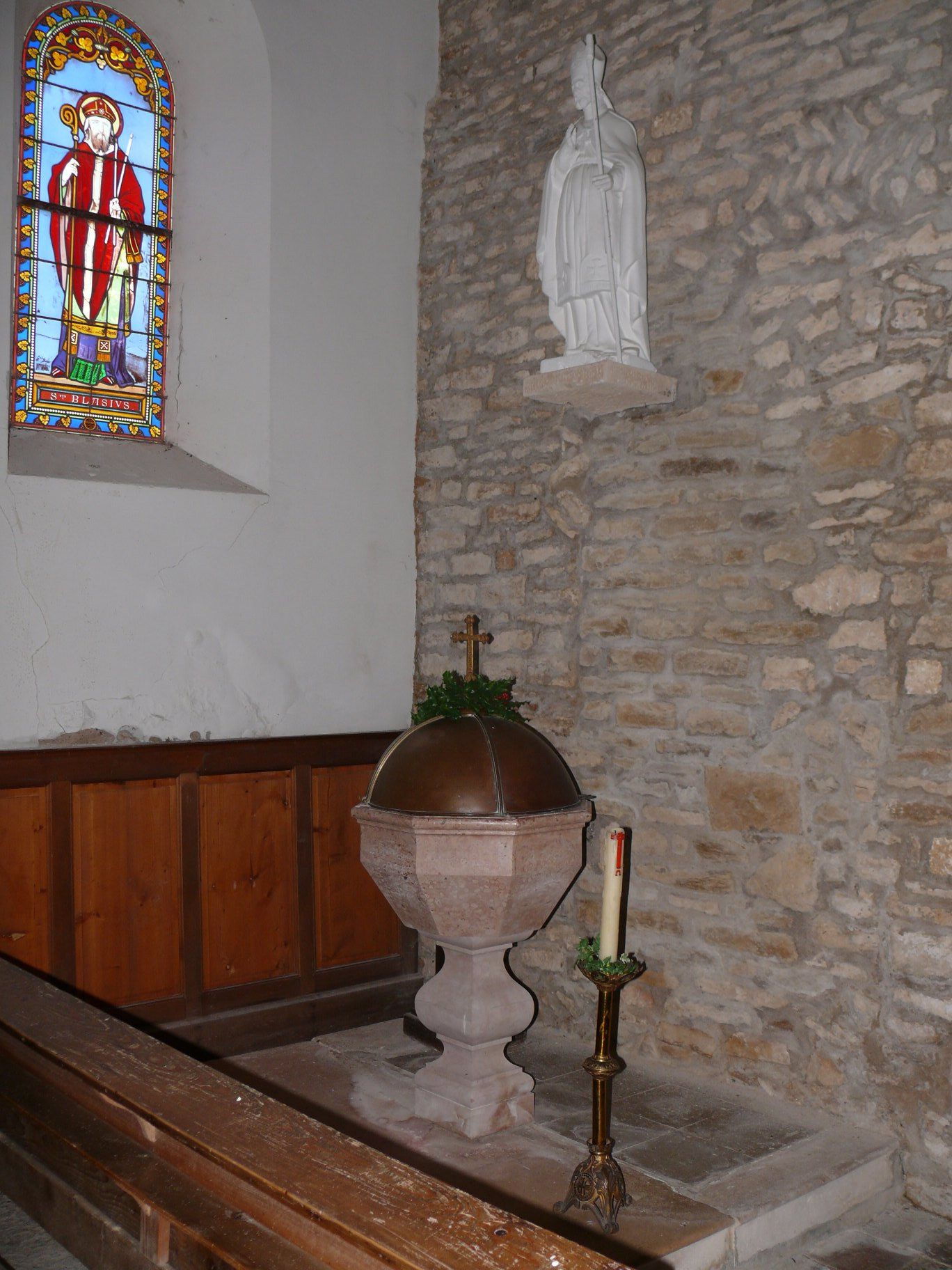
Les fonts baptismaux.
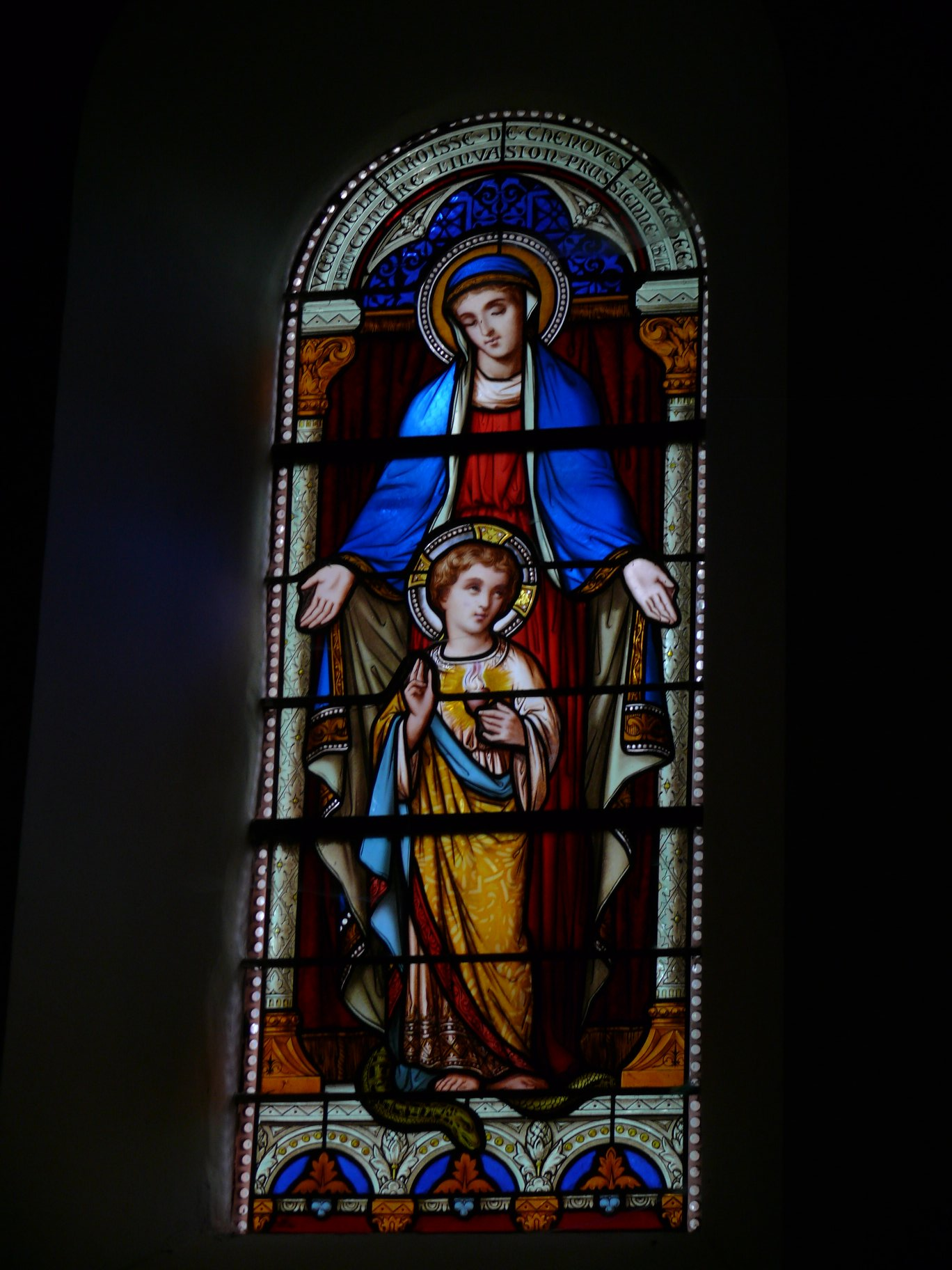
Le vitrail représentant la Vierge Marie et Jésus enfant.